# エイミー・スウィート
エイミー・スウィート（Aimee Sweet, 1977年5月14日 - ）は、アメリカ合衆国のポルノ女優。ロードアイランド州クランストン出身。

## 出演作品
- ダイナマイト・コップ